# Werder, Potsdam-Mittelmark
Werder, also called Werder (Havel) hay Werder upon Havel, là một đô thị thuộc huyện Potsdam-Mittelmark, bang Brandenburg, Đức.

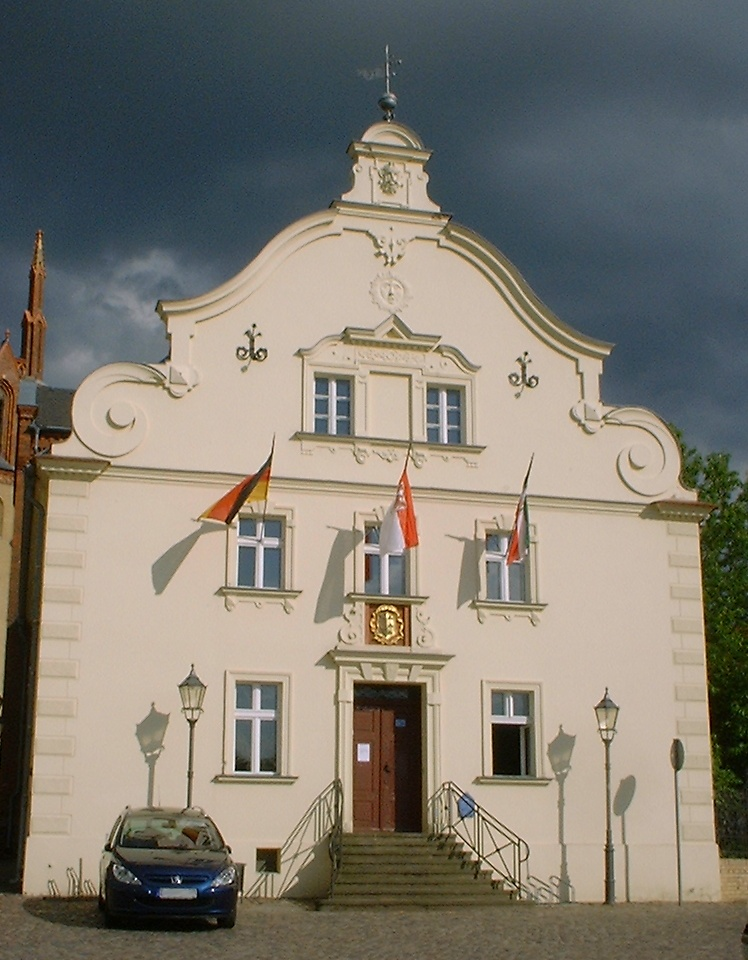
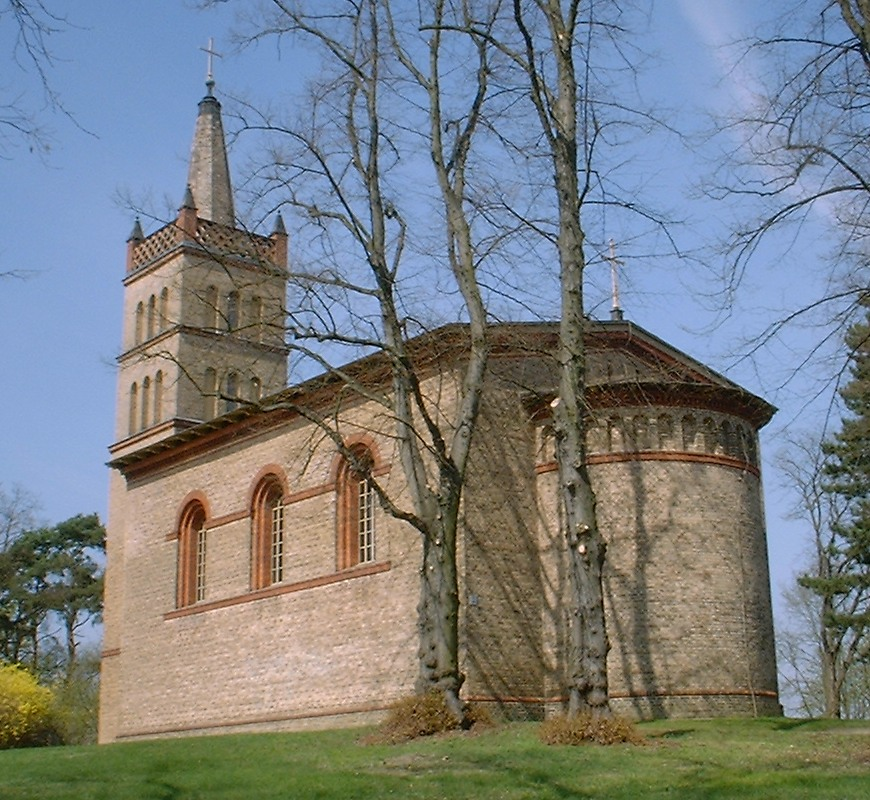
Nhà thờ ở Petzow
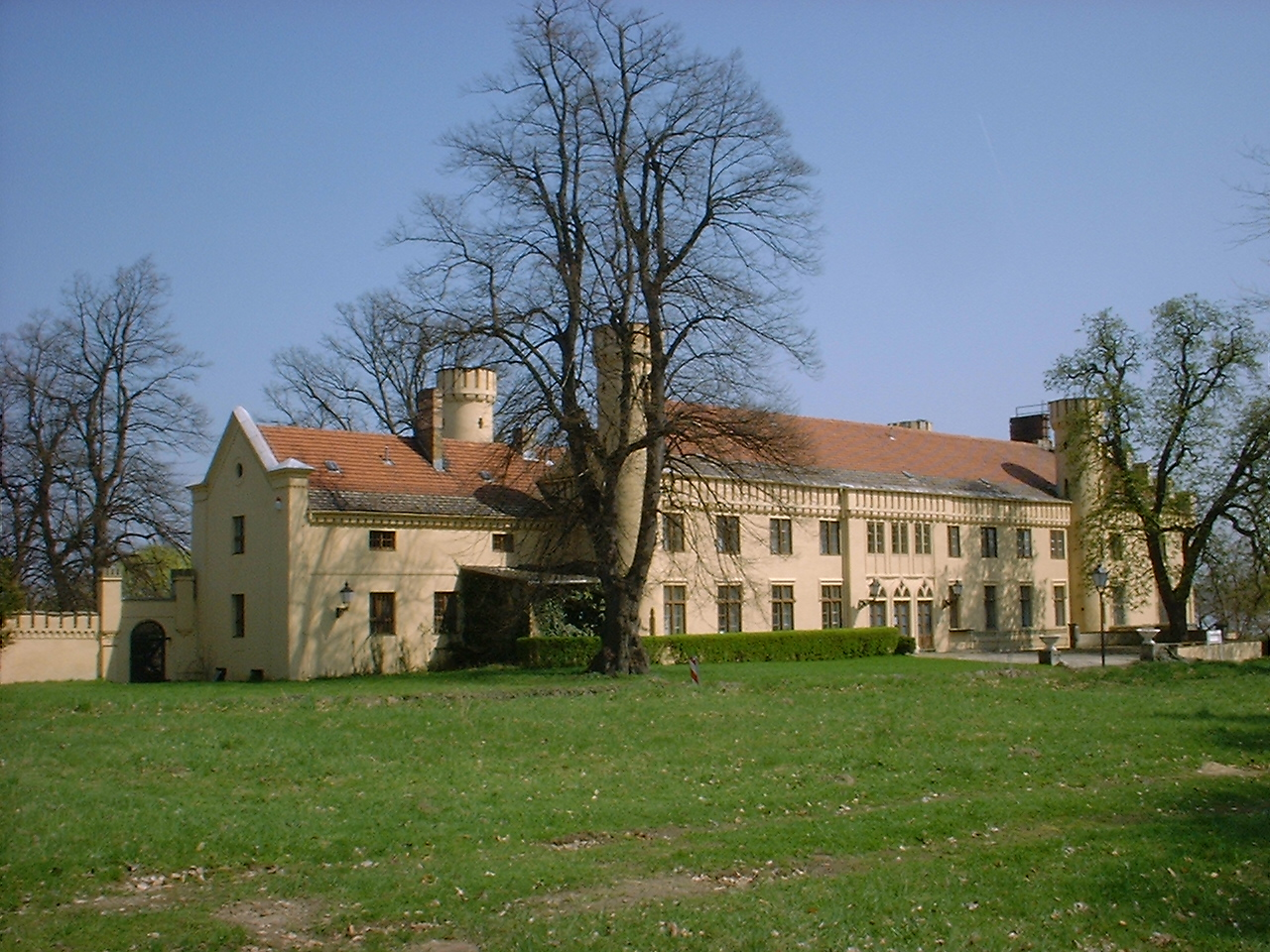
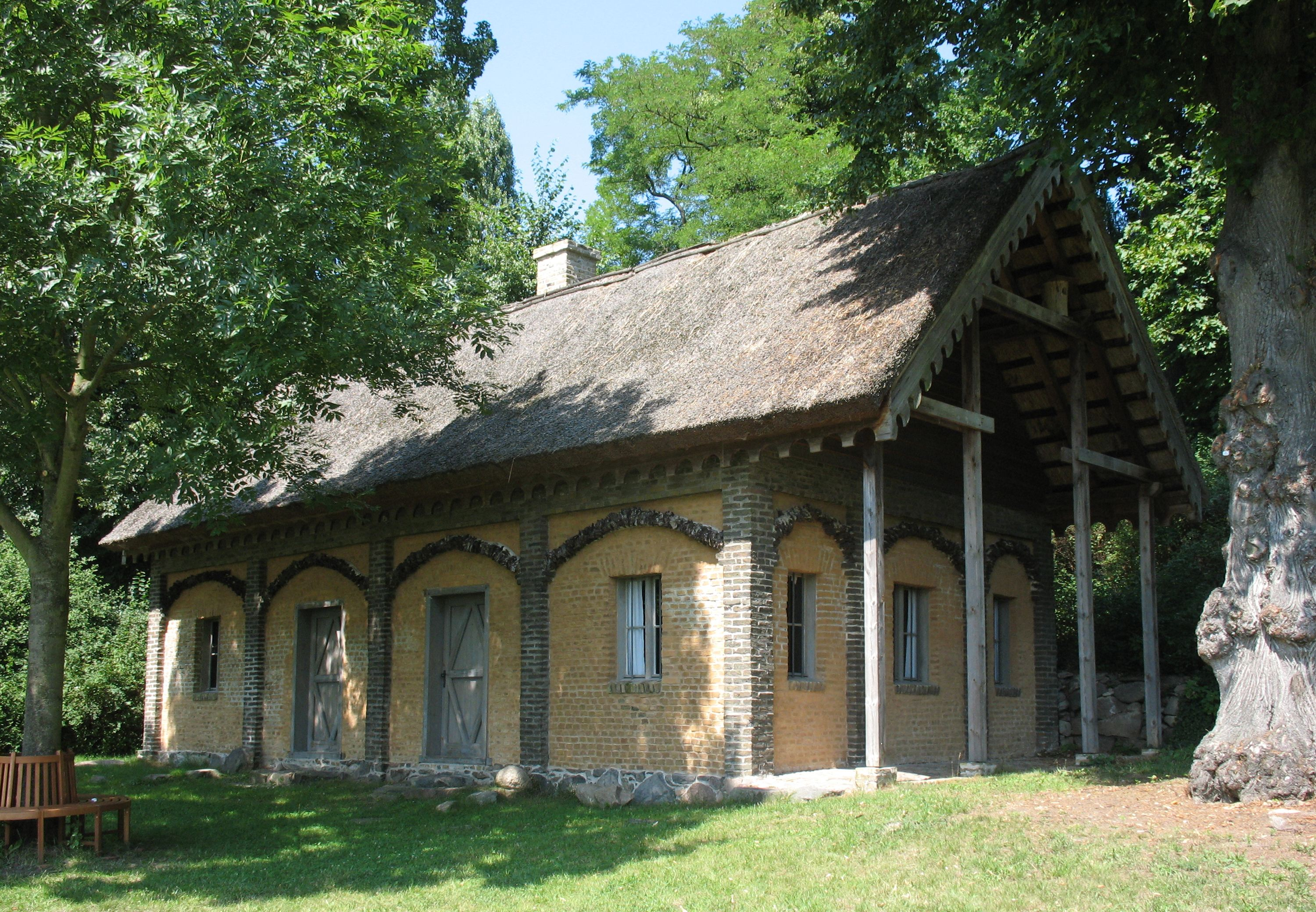
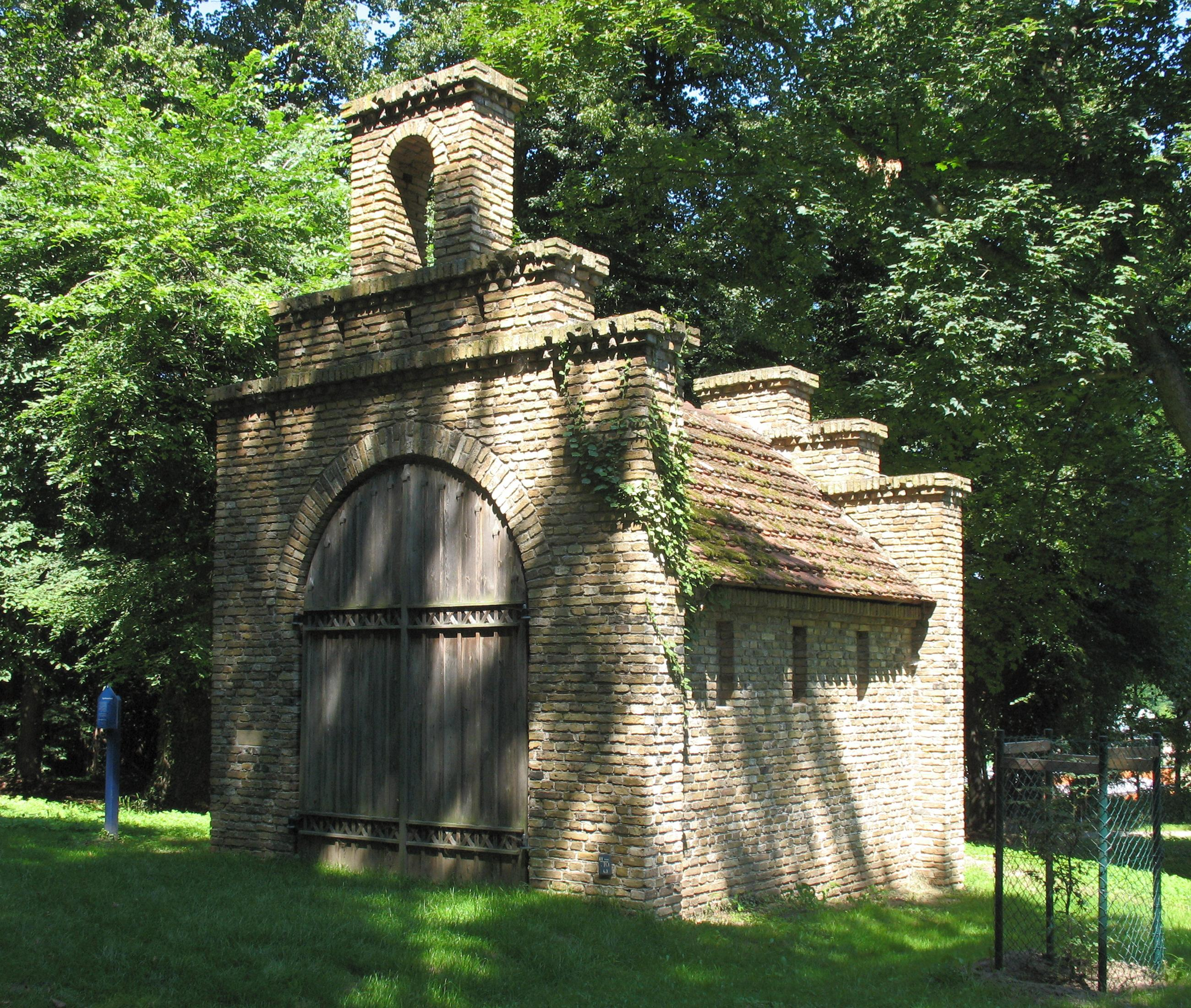
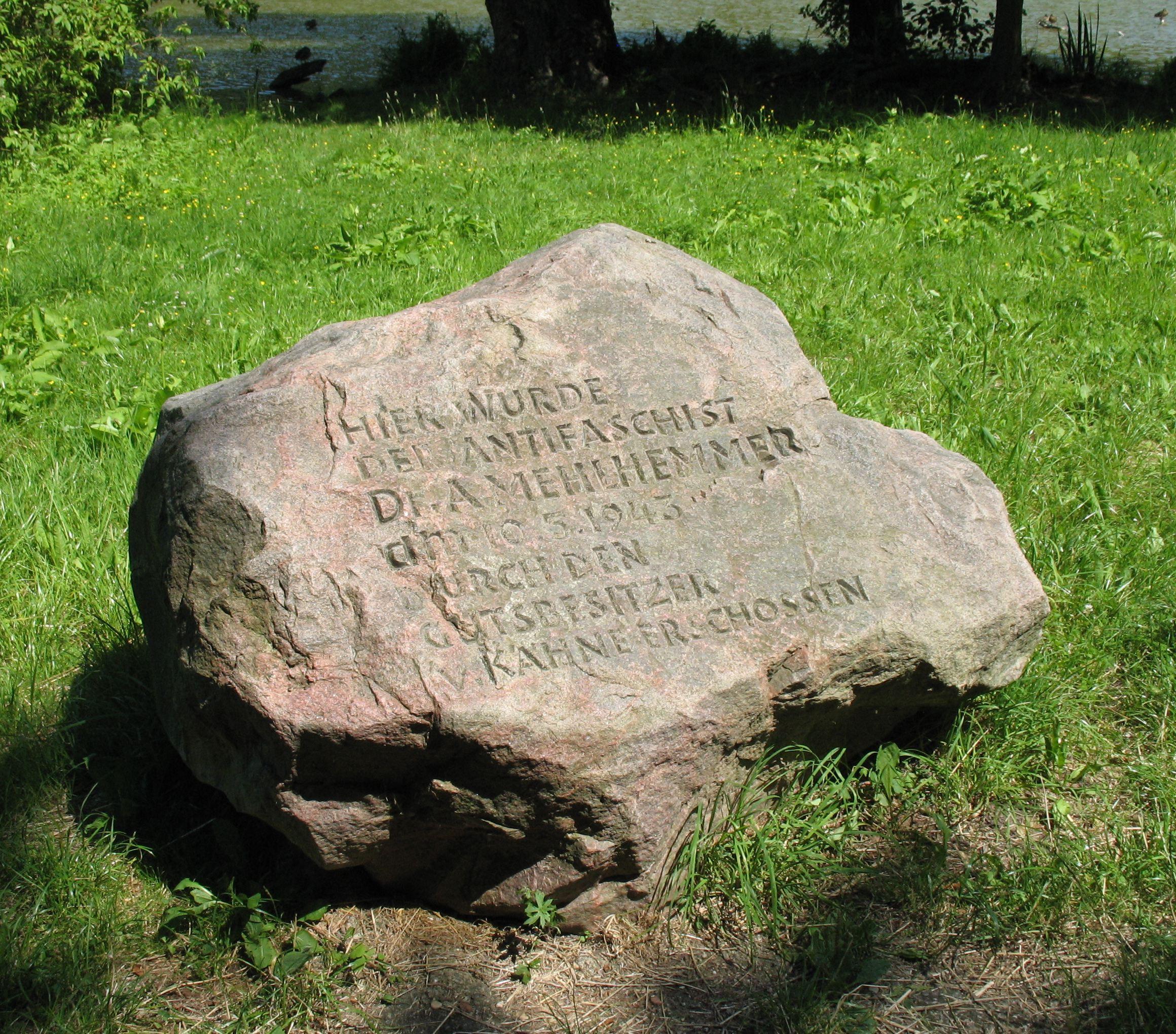
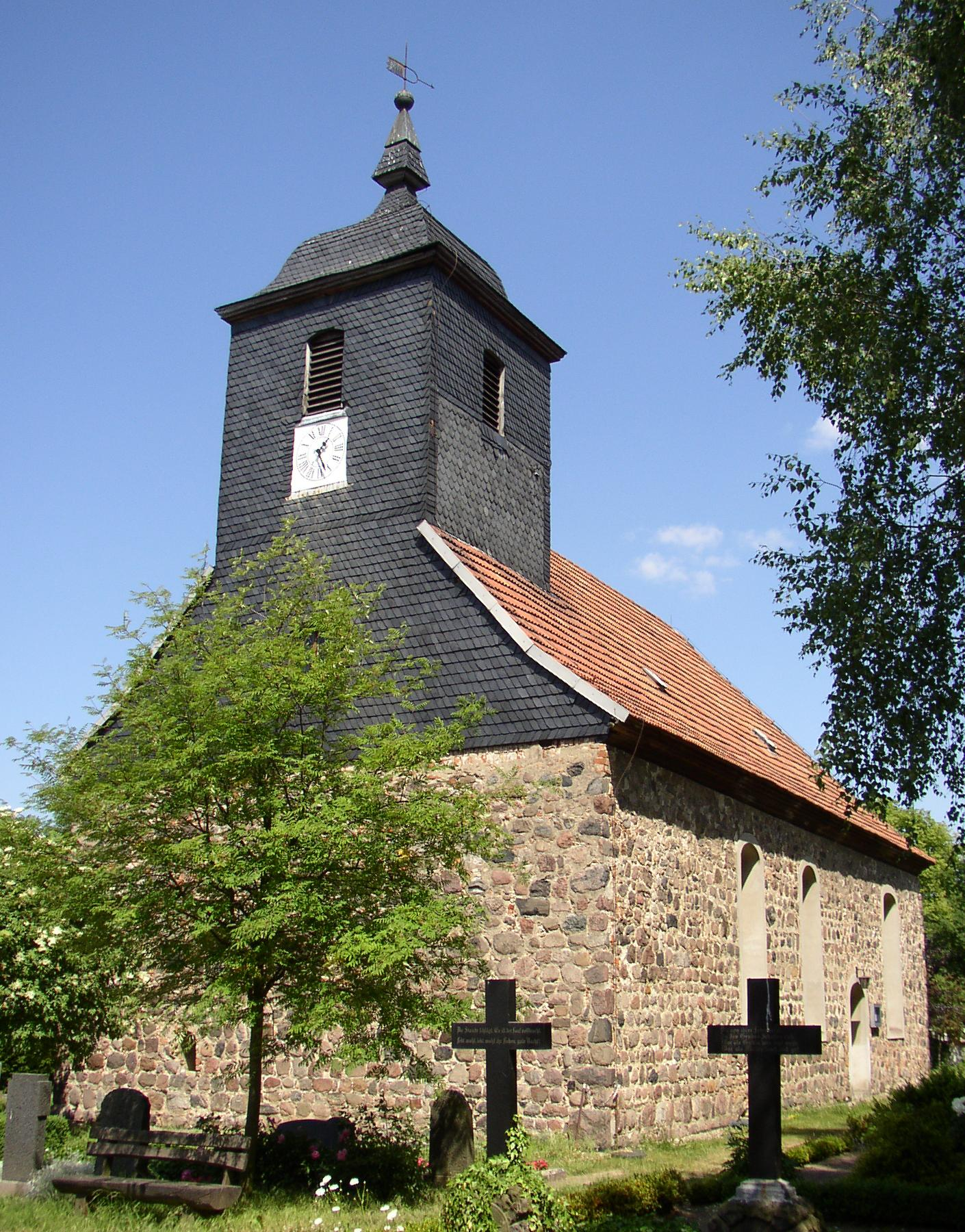
Nhà thờ ở Plötzin

## Thành phố kết nghĩa
- Oppenheim, North Rhine-Westphalia, Đức
- Almdorf, Schleswig-Holstein, Đức
- Hjørring, Đan Mạch
- Tczew, Ba Lan
- Birzai, Litva
- Muan-gun, Hàn Quốc